# Olga Kudrashova
Olga Sergueïevna Kudriashova (en russe : Ольга Сергеевна Кудряшова), née le 25 novembre 1978 à Zelenodosk, est une biathlète biélorusse. Elle a participé aux Jeux olympiques de Vancouver 2010.

## Biographie
À l'origine Olga Kudrashova est russe et court dans les compétitions nationales.
Seulement active dans le biathlon au niveau international à partir de 2006, où elle change de nationalité pour la Biélorussie, elle fait ses débuts en Coupe du monde en fin d'année à Hochfilzen, où inscrit ses premiers points. Plus tard dans l'hiver, elle devient double championne d'Europe, en gagnant la poursuite et le relais.
Aux Championnats du monde 2008, elle prend la neuvième place à l'individuel, son meilleur résultat en grand championnat. En 2009, elle obtient une septième place au sprint d'Antholz, son plus haut classement en Coupe du monde.
Aux Jeux olympiques d'hiver de 2010, sa dernière compétition majeure, elle est seizième de l'individuel et septième du relais.

## Palmarès

### Jeux olympiques
| Épreuve / Édition              | Individuel | Sprint | Poursuite | Départ en ligne | Relais |
| Jeux olympiques 2010 Vancouver | 16e        | —      | —         | —               | 7e     |

### Championnats du monde
| Épreuve / Édition               | Antholz 2007 | Ostersund 2008 | Pyeongchang 2009 |
| Sprint 10 km                    | 20e          | 29e            | 73e              |
| Poursuite 12,5 km               | 12e          | 32e            | —                |
| Mass start 15 km                | Abandon      | 27e            | —                |
| Individuel 20 km                | 11e          | 9e             | 48e              |
| Relais 4 × 6 km                 | 5e           | 5e             | —                |
| Relais 2 × 6 + 2 × 7,5 km mixte | —            | —              | —                |

### Coupe du monde
- Meilleur classement général : 28e en 2007.
- Meilleur résultat individuel : 7e.

#### Différents classements en Coupe du monde
| Année     | Classement général final | Sprint | Poursuite | Individuel | Mass start |
| 2006-2007 | 28e                      | 25e    | 25e       | 27e        | 31e        |
| 2007-2008 | 50e                      | 68e    | -         | 25e        | 43e        |
| 2008-2009 | 33e                      | 29e    | 35e       | 61e        | 31e        |
| 2009-2010 | 54e                      | 60e    | 53e       | 38e        | -          |

### Championnats d'Europe
- Médaille d'or de la poursuite et du relais en 2007.
- Médaille de bronze du sprint en 2007.